# مورتيمر ناي
مورتيمر ناي (بالإنجليزية: Mortimer Nye)‏ هو محامي وسياسي أمريكي، ولد في 12 نوفمبر 1838، وتوفي في 6 يوليو 1901.